# Metoligotoma ingens
Metoligotoma ingens är en insektsart som beskrevs av Davis 1936. Metoligotoma ingens ingår i släktet Metoligotoma och familjen Australembiidae. Inga underarter finns listade i Catalogue of Life.